# لاکهید ونتورا
لاکهید ونتورا (به انگلیسی: Lockheed Ventura) یک هواگرد ساختِ کارخانهٔ لاکهید کورپوریشن در کشور ایالات متحده آمریکا است . نخستین استفاده‌کنندهٔ این هواگرد نیروی دریایی ایالات متحده آمریکا بوده‌است. این هواگرد برای نخستین بار در ۳۱ ژوئیه ۱۹۴۱ میلادی مورد استفاده قرار گرفت.